# Parafia Najświętszego Serca Pana Jezusa w Krzyżu Wielkopolskim
Parafia pw. Najświętszego Serca Pana Jezusa w Krzyżu Wielkopolskim - parafia należąca do dekanatu Trzcianka, diecezji koszalińsko-kołobrzeskiej, metropolii szczecińsko-kamieńskiej. Została utworzona w 1945 roku. Siedziba parafii mieści się przy ulicy Poznańskiej. Duszpasterstwo w niej prowadzą księża Salwatorianie.

## Miejsca święte

### Kościół parafialny
Kościół pw. Najświętszego Serca Pana Jezusa w Krzyżu Wielkopolskim
Kościół parafialny został zbudowany w 1936.

### Kościoły filialne i kaplice
- Kościół pw. św. Stanisława Kostki w Brzegach
- Kościół pw. Matki Boskiej Częstochowskiej w Hucie Szklanej
- Kościół pw. św. Stanisława Biskupa i Męczennika w Lubczu Małym

## Duszpasterze

### Proboszczowie
| imię i nazwisko            | daty urzędowania |
| -------------------------- | ---------------- |
| o. Eugeniusz Kawala OFMCap | 1945-1946        |
| o. Leszek Tabor OFMCap     | 1946-1947        |
| o. Rudolf Jakubek OFMCap   | 1947-1948        |
| o. Sylwester Polek OFMCap  | 1948-1950        |
| o. Tytus Gorczyca OFMCap   | 1950-1963        |
| ks. Jan Blokesz SDS        | 1963-1981        |
| ks. Jan Wąsik SDS          | 1981-1989        |
| ks. Antoni Zięba SDS       | 1989-1996        |
| ks. Zbigniew Socha SDS     | 1996-2003        |
| ks. Tomasz Czubiel SDS     | 2003-2008        |
| ks. Marek Jędrocha SDS     | 2008-2012        |
| ks. Janusz Cwynar SDS      | 2012-2014        |
| ks. Tomasz Sander SDS      | 2014-2025        |
| ks. Jacek Grucela SDS      | 2025-            |

## Galeria

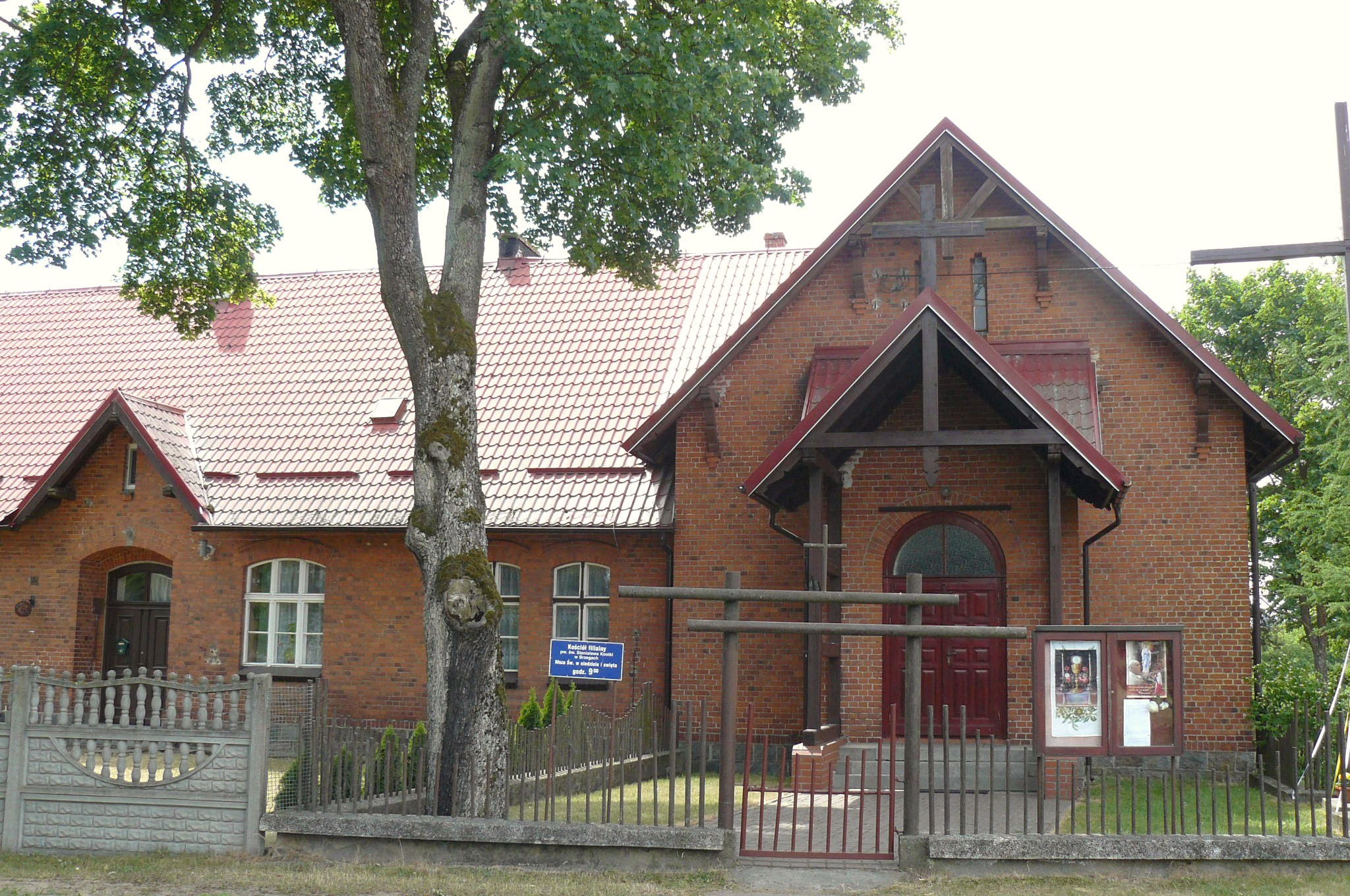
Kościół filialny pw. św. Stanisława Kostki w Brzegach